# Karimganj
Karimganj (Bengalisch: করিমগঞ্জ Karimgañj [ˈkɔrimˌɡɔndʒ], Assamesisch: কৰিমগঞ্জ Karimgañj [ˈkɔrimˌɡɔnz]) ist eine Stadt im indischen Bundesstaat Assam. Sie ist Verwaltungssitz des Distrikts Karimganj. Die Einwohnerzahl beträgt 56.854 (Volkszählung 2011).
Karimganj liegt im Barak-Tal im Süden Assams direkt an der Staatsgrenze zu Bangladesch. Die Grenze bildet der Fluss Kushiyara, einer Verzweigung des Barak, an dessen Südufer sich Karimganj befindet. Das Barak-Tal ist zu drei Seiten von Bergen umgeben und somit weitgehend vom restlichen Assam isoliert. Historisch und kulturell bestehen hingegen enge Verbindungen nach Ostbengalen (das heutige Bangladesh) und die Stadt Sylhet, die nur 50 Kilometer von Karimganj entfernt ist. So ist die Mehrheitssprache nicht das Assamesische, die Amtssprache Assams, sondern das Bengalische.
Während der britischen Kolonialzeit gehörte Karimganj zum Distrikt Sylhet. Im Zuge der Teilung Indiens kam dieser an Pakistan (Ostpakistan, heutiges Bangladesh), der Ostteil des Distrikts mit Karimganj wurde aber Indien zugeschlagen und in den Distrikt Cachar eingegliedert. Seit 1983 ist die Stadt Verwaltungssitz des eigenständigen Distrikts Karimganj.
Durch Karimganj führt der National Highway 44 von Shillong nach Agartala. Über die Bahnstrecke von Silchar nach Agartala ist Karimganj an das Bahnnetz angeschlossen.